# 蜻蛉高球
《蜻蛉高球》是由川崎健原作、古澤優作畫所創作的運動題材日本漫畫。並於2014年8月19、26日合併號開始，在高爾夫雜誌《高爾夫文摘漫畫》連載。
由OLM改編製作的電視動畫，第一季於2024年4月至6月首播。動畫第二季於同年10月至2025年1月播出。

## 故事簡介
一個前職業高爾夫球員五十嵐一賀搬遷到了鹿兒島縣的「吐噶喇群島」。在這個被稱作「日本最後的秘境」的「火之島」上，意外邂逅了島上唯一的國三中學生「大井蜻蛉」。他發現在這名天真爛漫少女的身上，隱藏著深不可測的高爾夫才華。

## 登場人物

### 主要角色
大井蜻蛉（聲：林梨花）
吐噶喇群島上唯一的一名國中三年級女學生。看似平凡樸實的外表，身上隱藏著深不可測的高爾夫才華。畢業後離開了小島，進入熊本市的一所高中就讀。個性純真，但小時候她父母意外遭遇交通事故雙亡，所有的親戚看到這一幕後，都在爭論要由誰來照顧這個小孩。而在她心情鬱悶的時候，看到五十嵐的努力和安谷屋堅強的意志和生活方式，逐漸對外面的世界產生了興趣。
五十嵐一賀／五十一（聲：東地宏樹）
前職業高爾夫球選手，曾與黑幫一起進行高爾夫球賭博，並且接受了數百萬日元賄賂，賠率出乎意料地高，當這個醜聞被發現時，隨即被剝奪了職業執照。雖然有妻子和孩子，在此次事件後就已經離婚了。此後他一直找不到合適的工作，為了轉換心情，索性從熊本搬遷到吐噶喇群島上，被當地居民叫做「五十嵐一河／五十一」。對蜻蛉的高爾夫球能力感到驚訝，想讓她以自由奔放的風格打競技高爾夫球。在此之前五十嵐不曾給普通人上過高爾夫球課，他並沒有試圖將自己的打球方式強加給蜻蛉，而是教導如何利用自身優勢，指導蜻蛉打高爾夫球，開發其才華。

### 九州女子錦標賽
安谷屋圓（聲：喜多村英梨）
安谷屋洋子的姪女。她是去年熊本女子錦標賽的冠軍，也是日本青少年錦標賽的冠軍。雖然有著與蜻蛉相似的純真性格，但她非常有上進心，想透過活躍在世界上來報答父親。基本上高爾夫球技術穩定紮實，很少丟分。
音羽檜（聲：石川由依）
比蜻蛉大一歲，也是‘武藏塚高爾夫練習場’的實習生。她是前年九州女子錦標賽的冠軍，並將去年的冠軍圓視為她的對手。父親（聲：木村雅史）的期望過高，這讓她承受著壓力（心理壓力）。並在九州女子錦標賽的第五洞比賽中作弊（意外移動到自己的球，按照規則要罰一桿），但最後還是在頒獎典禮前，鼓起勇氣承認了自己的作弊行為。
艾瑪・克里斯／栗須艾瑪（聲：井上麻里奈）
作為前世界青年冠軍，過去遭到鱷魚襲擊，左腿受傷。經過手術和康復後，變成左撇子。
島道子／島小姐（聲：小林沙苗）
與青年組一起參加九州女子錦標賽的一位孩子的母親，她的奉獻精神對蜻蛉產生影響。

### 日本女子業餘錦標賽
猪股幸／鳴寂
她正在名為「双雲寺」的寺廟以「鳴寂」的名義修行。因在家庭暴力中，刺傷父親而被關進少年拘留所，但在双雲寺的和尚鼓勵下，開始打高爾夫球更生。擁有48英吋的一號木桿，堅信能夠比任何人打得更遠。日本女子業餘錦標賽第一～二天，和蜻蛉分在一組。
大賀茂小鴨
她看起來像是一個小學生或國中生，但她卻是個20多歲的成年女性。日本女子業餘錦標賽第三天，和蜻蛉分在一組。
築山嬉嬉
日本女子業餘界最強選手。贏得了除日本女子業餘錦標賽以外的所有賽事，並以接管日本女子業餘錦標賽為目標。出生在富裕家庭，她堅忍地努力成為一名成功的高爾夫球手。未來她的夢想不是成為一名職業球員，而是設計一個高爾夫球場。

### 青少年高爾夫世界盃錦標賽
八木小梅
日本國家隊成員。比蜻蛉和圓大一歲的高中三年級生。
瑪格麗特·佩吉
美國國家隊的頂級球員。她有著姣好的外表和出色的身體素質。
加布里埃拉·埃雷拉
西班牙國家隊的主力球員。具有極強的競爭性和熱情的個性。
黛博拉·萊昂
西班牙國家隊的球員。出身於貧困農民家庭。小時候偷偷溜到當地的高爾夫球場，學會了打高爾夫球。原本打高爾夫球是為了賺點零用錢並提高自己的技術。即使長大了，也無法擺脫對賭博的熱愛。
普雷查·查尼邦
泰國國家隊的球員。熱愛讀書，受父親的教育，擅長心理學。
翁蘇瑪琳
泰國國家隊前日本籍教練，從第一次見面起，就喜歡上了蜻蛉的教練五十嵐一賀。
曼拉特·穆薩昆拉特
受過體能訓練的球員類型。對父親懷有仇恨，因為從小就強迫訓練，被迫雙腿綁著重物上學。

### 輕井澤女子高爾夫錦標賽
朝菜祐奈
儘管她是一位過去取得17場勝利的老將，但目前正遭受yips的困擾。
夏目珠
高中時期的她沒有任何進步，至今過著不愉快的職業生活。
原花英莉
一位在美國巡迴賽上獲勝的天才選手。該角色影射自“原英莉花” ，只是互換了名字。

### 吐噶喇群島的人物
大井權三（聲：青森伸）
蜻蛉的爺爺（是蜻蛉父親的父親〔那邊的祖父〕，也是其監護人），在火之島當漁民。在兒子夫婦因交通事故去世後，他收留並撫養了孫女蜻蛉。雖然看起來很嚴厲，但性格溫柔。個性堅強但善良。
滿島節（聲：有馬瑞香）
權三的的童年好友，在火之島經營民宿。
文平洋子／安谷屋洋子（聲：舞羽美海）
安谷屋圓的姑姑。她在火之島的一家診所擔任護士，非常受在島上的男性歡迎。今年四十多歲，未婚。事實上是因為她因身體無法生育，所以放棄結婚。後來受到文平的追求後深受感動，終於接受和對方結婚。
文平理（聲：榎木淳弥）
在火之島打高爾夫球的青年。他愛上了洋子，但無法得到她的認可。最終在知道洋子無法生育的情況下，他向對方求婚，並與洋子建立了一個家庭。
肥後亘（聲：關根有咲）
島上的一個小學生少年。他喜歡蜻蛉，並為了得到她的認可而打高爾夫球。在高爾夫方面很有天賦，他逐漸像蜻蛉一樣打出自由奔放的高爾夫。當蜻蛉進入高中後，他得知蜻蛉有了一個傾慕她的男朋友，感到非常震驚。
垢多（聲：寶龜克壽）
他是曾經設計過火之島高爾夫球場，現今住在惡礫島的老人，也建造了惡礫島（影射自“惡石島”）唯一的高爾夫球場。過去是一名專門從事高爾夫球的攝影師，但為了避開人群搬到了吐噶喇群島。但他卻有著善於交際的性格。

### 有働家
有働九五郎（聲：楠見尚己）
‘武藏塚高爾夫練習場’的擁有者。性格豪爽。
有働八八（聲：武隈史子）
穿著一件華麗的動物印花襯衫。
有働一（聲：花輪英司）
有働家的長子，領導能力享有盛譽，五十嵐也信任他。他想保持蜻蛉自由奔放的高爾夫風格，但無法給她好的建議，所以他決定留給理解蜻蛉的五十嵐。
有働二子女（聲：藤原夏海）
有働家的長女，是巡迴賽職業選手，已經打了五年種子，在排位賽中也經歷過多次失敗，當蜻蛉擔任球僮並給建議時，克服猶豫取得好成績。

## 出版書籍

### 漫畫
自2014年8月19、26日合併號開始在高爾夫雜誌連載，目前仍在連載中，已經出版53卷漫畫單行本。
吐噶喇群島篇：第1-7卷
九州女子錦標賽：第8-14卷
女子業餘錦標賽：第9-25卷
日本青少年錦標賽：第26-27卷
世界杯青少年錦標賽：第28-36卷
輕井澤女子高爾夫篇：第37-45卷
五十嵐職業高爾夫考試篇：第46卷-
- 1. 2016年5月30日、ISBN 978-4-7728-1150-7
  2. 2016年5月30日、ISBN 978-4-7728-1151-4
  3. 2016年8月8日、ISBN 978-4-7728-1152-1
  4. 2016年11月9日、ISBN 978-4-7728-1153-8
  5. 2017年2月7日、ISBN 978-4-7728-1154-5
  6. 2017年4月28日、ISBN 978-4-7728-1155-2
  7. 2017年7月18日、ISBN 978-4-7728-1156-9
  8. 2017年7月18日、ISBN 978-4-7728-1157-6
  9. 2017年10月16日、ISBN 978-4-7728-1158-3
  10. 2017年12月26日、ISBN 978-4-7728-1159-0
  11. 2018年3月19日、ISBN 978-4-7728-1160-6
  12. 2018年5月29日、ISBN 978-4-7728-1161-3
  13. 2018年8月10日、ISBN 978-4-7728-1162-0
  14. 2018年11月1日、ISBN 978-4-7728-1163-7
  15. 2018年12月28日、ISBN 978-4-7728-1164-4
  16. 2019年3月1日、ISBN 978-4-7728-1165-1
  17. 2019年4月27日、ISBN 978-4-7728-1166-8
  18. 2019年7月1日、ISBN 978-4-7728-1167-5
  19. 2019年9月2日、ISBN 978-4-7728-1168-2
  20. 2019年11月1日、ISBN 978-4-7728-1169-9
  21. 2019年12月28日、ISBN 978-4-7728-1170-5
  22. 2020年2月29日、ISBN 978-4-7728-1171-2
  23. 2020年5月1日、ISBN 978-4-7728-1172-9
  24. 2020年7月1日、ISBN 978-4-7728-1173-6
  25. 2020年9月1日、ISBN 978-4-7728-1174-3
  26. 2020年11月1日、ISBN 978-4-7728-1175-0
  27. 2020年12月28日、ISBN 978-4-7728-1176-7
  28. 2020年12月28日、ISBN 978-4-7728-1177-4
  29. 2021年3月1日、ISBN 978-4-7728-1178-1
  30. 2021年5月1日、ISBN 978-4-7728-1179-8
  31. 2021年5月1日、ISBN 978-4-7728-1180-4
  32. 2021年7月1日、ISBN 978-4-7728-1181-1
  33. 2021年9月1日、ISBN 978-4-7728-1182-8
  34. 2021年9月1日、ISBN 978-4-7728-1183-5
  35. 2021年11月1日、ISBN 978-4-7728-1184-2
  36. 2021年12月27日、ISBN 978-4-7728-1185-9
  37. 2022年3月1日、ISBN 978-4-7728-1186-6
  38. 2022年4月30日、ISBN 978-4-7728-11873
  39. 2022年7月31日、ISBN 978-4-7728-1188-0
  40. 2022年9月1日、ISBN 978-4-7728-1189-7
  41. 2022年11月1日、ISBN 978-4-7728-1190-3
  42. 2022年12月28日、ISBN 978-4-7728-1191-0
  43. 2023年3月1日、ISBN 978-4-7728-1192-7
  44. 2023年5月1日、ISBN 978-4-7728-1193-4
  45. 2023年6月30日、ISBN 978-4-7728-1194-1
  46. 2023年9月1日、ISBN 978-4-7728-1195-8
  47. 2023年11月1日、ISBN 978-4-7728-1196-5
  48. 2023年12月27日、ISBN 978-4-7728-1197-2
  49. 2024年3月1日、ISBN 978-4-7728-1198-9
  50. 2024年5月1日、ISBN 978-4-7728-1199-6
  51. 2024年7月1日、ISBN 978-4-7728-1200-9
  52. 2024年9月2日、ISBN 978-4-7728-1201-6
  53. 2024年11月1日、ISBN 978-4-7728-1202-3
  54. 2024年12月27日、ISBN 978-4-7728-1203-0
  55. 2025年3月1日、ISBN 978-4-7728-1204-7
  56. 2025年5月1日、ISBN 978-4-7728-1205-4
  57. 2025年7月1日、ISBN 978-4-7728-1206-1

## 電視動畫

### 製作人員
- 原作：川崎健
- 原作漫畫：古澤優（作畫）
- 導演：吳珍九
- 劇本統籌：廣田光毅
- 角色設計、總作畫監督：武內啟
- 色彩設計：近藤直登
- 美術監督：荒井和浩
- CG製作：SMDE
- 3D監督：服部惠大
- 攝影監督：石山智之
- 音響監督：三間雅文
- 音樂：戶田信子
- 動畫製作：OLM
- 高爾夫設定監修：高爾夫文摘社

### 主题曲
第一季
片頭曲
主唱：Sacra e sole，作詞：川人雅代，作曲：，編曲：小西貴雄
片尾曲「Let’s Swing」
主唱：TOKYO GROOVE JYOSHI、大井蜻蛉（林梨花），作詞：Dragonfly，作曲、編曲：柴田敏孝
第二季第25話繼續使用
第二季
片頭曲「Seven pieces」
主唱：Sacra e sole，作詞：，作曲：，編曲：GIRA MUNDO
片尾曲
主唱：TOKYO GROOVE JYOSHI，作詞：Dragonfly，作曲、編曲：柴田敏孝
第25話未使用

### 各話列表
| 話數   | 標題                      | 劇本     | 分鏡            | 演出       | 作畫監督                                                                  | 首播日期      |        |        |        |        |        |        |        |        |        |        |        |        |        |        |        |        |        |        |
| 第一季 | 第一季                    | 第一季   | 第一季          | 第一季     | 第一季                                                                    | 第一季        | 第一季 | 第一季 | 第一季 | 第一季 | 第一季 | 第一季 | 第一季 | 第一季 | 第一季 | 第一季 | 第一季 | 第一季 | 第一季 | 第一季 | 第一季 | 第一季 | 第一季 | 第一季 |
| ------ | ------------------------- | -------- | --------------- | ---------- | ------------------------------------------------------------------------- | ------------- | ------ | ------ | ------ | ------ | ------ | ------ | ------ | ------ | ------ | ------ | ------ | ------ | ------ | ------ | ------ | ------ | ------ | ------ |
| 第1話  | 蜻蛉與3號鐵桿             | 廣田光毅 | 吳珍九          | 新開彩繪   | 寺澤伸介 東田菜奈                                                         | 2024年 4月6日 |        |        |        |        |        |        |        |        |        |        |        |        |        |        |        |        |        |        |
| 第2話  | 3鐵的秘密                 | 廣田光毅 | 新開彩繪        | 新開彩繪   | Park Sunok Choi Hyun Seok                                                 | 4月13日       |        |        |        |        |        |        |        |        |        |        |        |        |        |        |        |        |        |        |
| 第3話  | 挖起桿與後悔              | 廣田光毅 | 森健            | 邱明哲     | 袁东 毛祺 邱明哲 Fusion Studio STUDIO CL                                  | 4月20日       |        |        |        |        |        |        |        |        |        |        |        |        |        |        |        |        |        |        |
| 第4話  | 生魚片擊球                | 廣田光毅 | 川崎逸朗        | 吳珍九     | 袁东 毛祺 邱明哲 Fusion Studio STUDIO CL                                  | 4月27日       |        |        |        |        |        |        |        |        |        |        |        |        |        |        |        |        |        |        |
| 第5話  | 妳打的那種球不是高爾夫    | 廣田光毅 | 川崎逸朗        | 城相太     | 鈴木伸一 安齊佳惠 榎本彩芽 清田華穗 渡邊真尋 野上真也 小林由香里 齋藤真珠 | 5月4日        |        |        |        |        |        |        |        |        |        |        |        |        |        |        |        |        |        |        |
| 第6話  | 來自沖繩的勁敵！？        | 廣田光毅 | 森健            | 金元会     | Kim Kang-won Kim Jeong-woo                                                | 5月11日       |        |        |        |        |        |        |        |        |        |        |        |        |        |        |        |        |        |        |
| 第7話  | 專一極致                  | 廣田光毅 | 吳珍九 新開彩繪 | 新開彩繪   | 寺澤伸介 東田菜奈 藤田和行                                                | 5月18日       |        |        |        |        |        |        |        |        |        |        |        |        |        |        |        |        |        |        |
| 第8話  | 夢幻球洞                  | 廣田光毅 | 森健            | 神谷真姬   | 鎌田耕一 飯飼一幸 服部益美 南伸一郎                                       | 5月25日       |        |        |        |        |        |        |        |        |        |        |        |        |        |        |        |        |        |        |
| 第9話  | 前往惡礫島                | 廣田光毅 | 川崎逸朗        | 江島泰男   | Kim Suho Lee Seongjae                                                     | 6月1日        |        |        |        |        |        |        |        |        |        |        |        |        |        |        |        |        |        |        |
| 第10話 | 出色球洞的條件            | 廣田光毅 | 森健            | 金元会     |                                                                           | 6月8日        |        |        |        |        |        |        |        |        |        |        |        |        |        |        |        |        |        |        |
| 第11話 | 沒有解答的擊球線          | 廣田光毅 | 川崎逸朗        | 角原勇輝   | 鈴木伸一 蕭宇庭 杜林桂                                                    | 6月15日       |        |        |        |        |        |        |        |        |        |        |        |        |        |        |        |        |        |        |
| 第12話 | 直率的心情                | 廣田光毅 | 吳珍九          | 月野正志   | 羽野廣範 Big Owl                                                          | 6月22日       |        |        |        |        |        |        |        |        |        |        |        |        |        |        |        |        |        |        |
| 第13話 | 我出發了！                | 廣田光毅 | 新開彩繪        | 新開彩繪   | 寺澤伸介 東田菜奈 藤田和行 鈴木伸一 小宮山由美子                          | 6月29日       |        |        |        |        |        |        |        |        |        |        |        |        |        |        |        |        |        |        |
| 第二季 |                           |          |                 |            |                                                                           |               |        |        |        |        |        |        |        |        |        |        |        |        |        |        |        |        |        |        |
| 第14話 | 最愛這座島 也最愛高爾夫   | 廣田光毅 | 不適用          | 吳珍九     | 不適用                                                                    | 10月5日       |        |        |        |        |        |        |        |        |        |        |        |        |        |        |        |        |        |        |
| 第15話 | 蜻蛉初上球場！            | 廣田光毅 | 森健            | 日下部優樹 | 鈴木伸一 桝井一平 Han Sung Hui 杜林桂                                     | 10月12日      |        |        |        |        |        |        |        |        |        |        |        |        |        |        |        |        |        |        |
| 第16話 | 五十一的餞別禮            | 廣田光毅 | 森健            | 神谷真姬   | 白石悟 鎌田耕一 森悅史 飯飼一幸                                           | 10月19日      |        |        |        |        |        |        |        |        |        |        |        |        |        |        |        |        |        |        |
| 第17話 | 開幕！九州女子選手權      | 廣田光毅 | 森健            | 金元会     |                                                                           | 10月26日      |        |        |        |        |        |        |        |        |        |        |        |        |        |        |        |        |        |        |
| 第18話 | 生涯平均桿數              | 廣田光毅 | 森健            | 池田重隆   | 佐藤陵 鈴木伸一 東田菜奈 藤田和行                                         | 11月2日       |        |        |        |        |        |        |        |        |        |        |        |        |        |        |        |        |        |        |
| 第19話 | 勁敵是衛冕者              | 廣田光毅 | 川崎逸朗        | 角原勇輝   | 鈴木伸一 增田敏彥                                                         | 11月9日       |        |        |        |        |        |        |        |        |        |        |        |        |        |        |        |        |        |        |
| 第20話 | 驚嚇盒高爾夫              | 廣田光毅 | 森健            | 神谷真姬   | 鎌田耕一 飯飼一幸 南伸一郎                                                | 11月16日      |        |        |        |        |        |        |        |        |        |        |        |        |        |        |        |        |        |        |
| 第21話 | 玩弄人的風                | 廣田光毅 | 森健            | 江島泰男   | 羅裕敏 金水湖                                                             | 11月23日      |        |        |        |        |        |        |        |        |        |        |        |        |        |        |        |        |        |        |
| 第22話 | 檜的內心糾結              | 廣田光毅 | 森健            | 清水明     | 鈴木伸一 桝井一平 杜林桂                                                  | 11月30日      |        |        |        |        |        |        |        |        |        |        |        |        |        |        |        |        |        |        |
| 第23話 | 第一次感受壓力            | 廣田光毅 | 川崎逸朗        | 月野正志   | 羽野廣範 關鵬 過淑齡 陳洁琼 Big Owl                                       | 12月7日       |        |        |        |        |        |        |        |        |        |        |        |        |        |        |        |        |        |        |
| 第24話 | 蜻蛉 打進球洞             | 廣田光毅 | 川崎逸朗        | 神谷真姬   | 白石悟 鎌田耕一 森悅史 飯飼一幸                                           | 12月14日      |        |        |        |        |        |        |        |        |        |        |        |        |        |        |        |        |        |        |
| 第25話 | 贏家與勇氣                | 廣田光毅 | 川崎逸朗        | 新開彩繪   |                                                                           | 12月21日      |        |        |        |        |        |        |        |        |        |        |        |        |        |        |        |        |        |        |
| 第26話 | 蜻蛉的挑戰 九州的女主角們 | 廣田光毅 | 不適用          | 吳珍九     | 不適用                                                                    | 2025年 1月4日 |        |        |        |        |        |        |        |        |        |        |        |        |        |        |        |        |        |        |

## 外部連結
- 漫畫官方網站（日語）
- 動畫官方網站（日語）
- 蜻蛉高球的X（前Twitter）（日語）